# Staffanstorps distrikt
|  | Denne artikel beskriver en fremtidig begivenhed Denne artikel eller sektion handler om planlagt eller forventet fremtidig begivenhed. Der kan forekomme spekulativ information, og indholdet kan ændres dramatisk når begivenheden nærmer sig og mere information bliver tilgængelig. |

Staffanstorps distrikt bliver fra 1. januar 2016 et folkebogføringsdistrikt i Staffanstorps kommun og Skåne län i Sverige.
Distriktet omfatter kommunens hovedby Staffanstorp med nærmeste omegn.

## Tidligere administrative enheder
Området består af de to gamle sogne Brågarps socken og Nevishögs socken, der begge lå i Bare herred.
Distriktet har den udtrækning som Staffanstorps församling fik i 1964, da de to gamle sognes menigheder gik sammen.
I år 2000 blev S:t Staffans församling oprettet. Den nye menighed er en sammenslutning af Staffanstorps församling, Esarps församling, Bjällerups församling og Kyrkheddinge församling.
Menigheden hører til i Bara Provsti (Bara kontrakt) i Lunds Stift.
55°38′44″N 13°12′52″Ø / 55.6456°N 13.2144°Ø